# Liste der Gerichte im Herzogtum Sachsen-Lauenburg
Diese Liste nennt die Gerichte im Herzogtum Sachsen-Lauenburg.

## Vorgeschichte
In der Franzosenzeit hatte das Herzogtum Lauenburg wechselnde Besatzer und gehörte zuletzt 1810–1814 zum französischen Kaiserreich. Hier wurde die französische Gerichtsorganisation eingeführt, siehe dazu die Gerichtsorganisation der Hanseatischen Departements. Nach dem Wiener Kongress wurde das Herzogtum Lauenburg in Personalunion mit dem Königreich Dänemark verbunden. Es wurde weitgehend die historische Gerichtsorganisation wiederhergestellt.

## Nach 1814
Eingangsgerichte waren zunächst die vier herzoglichen Ämter. Die Trennung der Rechtsprechung von der Verwaltung war nicht gegeben, daher waren diese sowohl Verwaltungsbehörden als auch Gerichte. Diese waren:
- Amt Ratzeburg
- Amt Lauenburg
- Amt Schwarzenbeck
- Amt Steinhorst

Ebenfalls die Funktion von Eingangsgerichten hatten die Magistrate der drei Städte Lauenburg, Mölln und Ratzeburg.
Daneben bestanden Patrimonialgerichte. Das waren: Patrimonialgericht Basthorst (in Basthorst), Patrimonialgericht Bliesdorf (in Bliesdorf), Patrimonialgericht Castorf (in Kastorf), Patrimonialgericht Culpin (in Kulpin), Patrimonialgericht Dalldorf (in Dalldorf), Patrimonialgericht Grinau (in Grinau), Patrimonialgericht Gudow mit Sepran (in Gudow), Patrimonialgericht Gülzow mit Collow und Hafenthal (in Gülzow), Patrimonialgericht Klein Berkenthin (in Klein Berkenthin), Patrimonialgericht Kogel mit Sterley (in Kogel), Patrimonialgericht Lanken, Patrimonialgericht Müssen (in Müssen), Patrimonialgericht Niendorf am Schaalsee (in Niendorf am Schaalsee), Patrimonialgericht Niendorf an der Stecknitz (in Niendorf an der Stecknitz), Patrimonialgericht Rondeshagen (in Rondeshagen), Patrimonialgericht Schenkenberg (in Schenkenberg), Patrimonialgericht Seedorf (in Seedorf), Patrimonialgericht Stintenburg (in Stintenburg), Patrimonialgericht Turow, Patrimonialgericht Tüschenbek (in Tüschenbek), Patrimonialgericht Wotersen (in Wotersen) und Patrimonialgericht Zecher (in Groß Zecher).
Das Kriminalgericht Mölln war für strafrechtliche Angelegenheiten in Mölln zuständig, das lauenburgische Konsistorium als Konsistorium für Ehesachen sowie kirchenrechtliche Angelegenheiten des ganzen Herzogtums.
Das Hofgericht Ratzeburg war erste Instanz für die Ritterschaft und die Beamten sowie zweite Instanz über die Entscheidungen der Patrimonialgerichte und Aufsichtsbehörde über die Patrimonialgerichte.
Die Lauenburgische Regierung in Ratzeburg war erste Instanz für die Kanzleisässigen und die Magistrate der Städte und erste Instanz in Kriminalsachen (außer Mölln). Daneben war es zweite Instanz für die Entscheidungen der Ämter und Magistrate.
Das Holstein-Lauenburgische Obergericht in Glückstadt bildete die dritte Instanz. Ab 1834 war dies das Schleswig-Holstein-Lauenburgische Oberappellationsgericht.
Nach der Annexion durch Preußen 1866 wurden diese Gerichte aufgehoben und preußische Gerichte gebildet. Siehe hierzu Gerichte in der Provinz Schleswig-Holstein.